# Eenzaamheidsbos
Het Eenzaamheidsbos is een bos gelegen in de West-Vlaamse gemeente Houthulst, gelegen aan de oostzijde van de N301, plaatselijk de Poelkapellestraat genoemd.
Het bos ligt ten westen van het militair domein (ontmijningsdienst DOVO) en ten zuiden van de Belgische militaire begraafplaats van Houthulst. Het gebied omvat een oppervlakte van 14 hectare en is voor iedereen toegankelijk. Het werd in 2000 aangekocht door het Vlaams Gewest en vormt samen met het grotere Vrijbos en het Pottebos het 350 ha grote Bos van Houthulst. Het wordt evenwel door het Agentschap voor Natuur en Bos (ANB) wel beschouwd als een aparte bosplaats of bosgebied. Door de ligging van het (afgesloten) militair domein in het zuidelijk deel van het Vrijbos, maakt het ook geen onderdeel uit van hetzelfde publieke domein als het Vrijbos.
Historisch maakte het bos deel uit van het veel grotere woud van Houthulst, gelegen tussen Diksmuide, Wijnendale, Roeselare en Ieper. In de vroege Middeleeuwen ging het om een oppervlakte van 4000 tot 6000 ha. Bij het begin van de 19e eeuw bleef hiervan circa 2000 ha over, bij het begin van de 20e eeuw ongeveer 1000 ha. Bij het geallieerd eindoffensief van de Eerste Wereldoorlog werd het bos volledig vernietigd. Na de oorlog volgden er heraanplantingen. Bij de Tweede Wereldoorlog werd het bos door de Duitse bezetter duchtig gerooid als bron van hout. Een nieuwe heraanplanting volgde na deze oorlog. Het Regionaal Landschap IJzer & Polder zorgde in samenwerking met de gemeente dat de historische bosdreven die de verschillende bosgebieden verbinden met de planting van zomereiken terug werden hersteld.